# Montanhas Canucu
As montanhas Canucu são um grupo de montanhas, localizadas na região de Alto Tacutu Alto Essequibo . O nome significa 'floresta' na língua uapixana, uma referência à rica diversidade da fauna ali encontrada. As montanhas orientais de Canucu e as montanhas ocidentais de Canucu são separadas pelo rio Rupununi . Em 2011, as montanhas foram designadas Área Nacional Protegida .

## História
As montanhas fazem parte da questão litigiosa do Pirara, fazendo parte do território Brasileiro até o início do século XX.
As florestas de planície sustentam 53% de todas as espécies de aves conhecidas na Guiana Essequiba e cerca de 70% de todos os mamíferos encontrados na Guiana Essequiba vivem nas montanhas Canucu. Espécies proeminentes incluem a ariranha, o gavião-real e o pirarucu . O pico mais alto das montanhas Canucu atinge 1 067 metros, enquanto a área de savana varia entre 120 e 150 metros.
Em 2010, a preocupação com o destino da vida selvagem das montanhas Canucu aumentou com a conclusão da ponte do rio Tacutu e o sistema viário correspondente ligando a costa da Guiana ao interior e à fronteira brasileira. A estrada passa perto do Canucus e é uma fonte potencial de exploração insustentável de recursos.
Em 2011, a área principalmente desabitada foi protegida e designada Área Nacional Protegida.  Ele está sendo mantido pelo Projeto Montanhas Canucu. A área de conservação mede 611 000 hectares (6 100 km2)   .  A área ao redor da serra é habitada pelos povos Macuxis e uapixana em 21 comunidades que utilizam os recursos da serra para sua subsistência. 